# Mummia del Similaun

La mummia di Ötzi sul luogo del ritrovamento

La mummia del Similaun (in tedesco Mumie vom Similaun), anche uomo del Similaun, uomo dell'Hauslabjoch e familiarmente Ötzi, è un reperto antropologico rinvenuto il 19 settembre 1991 in Trentino-Alto Adige, in prossimità del confine italo-austriaco, ai piedi del ghiacciaio del Similaun a 3213 m s.l.m. La Provincia Autonoma di Bolzano nel 1997 ha deliberato che il nome ufficiale della mummia sia Uomo venuto dal ghiaccio.

## Generalità

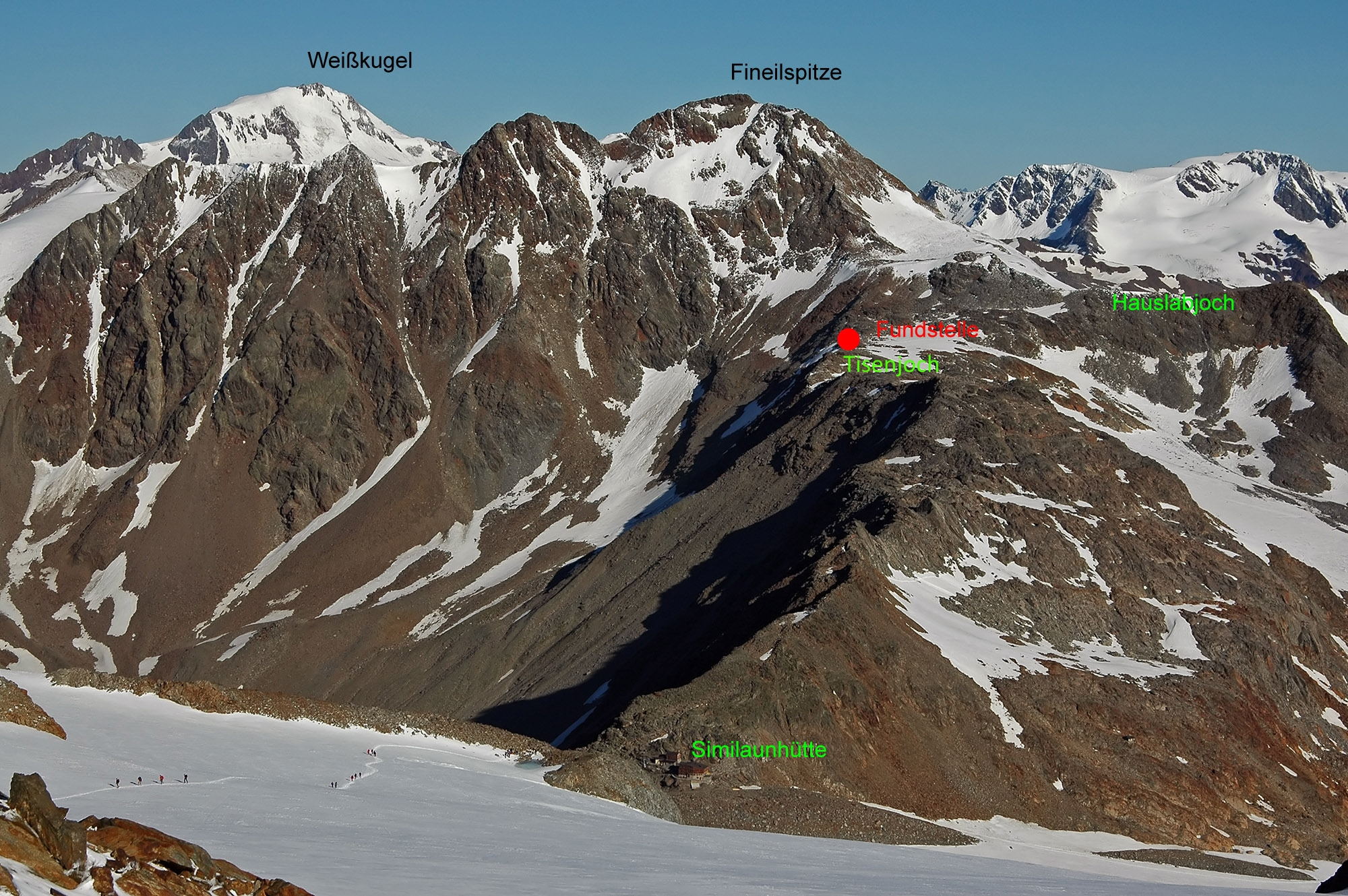
Il luogo del ritrovamento, poco sopra al rifugio Similaun

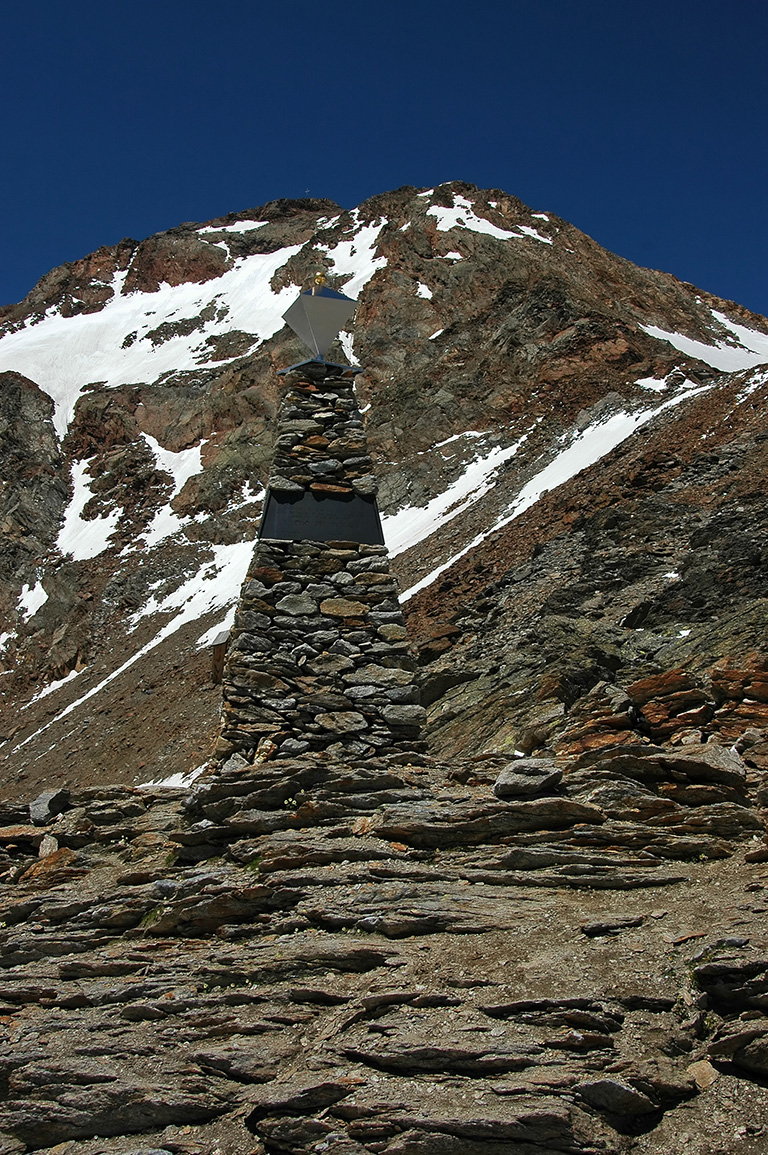
La stele e l'iscrizione posti sul luogo di ritrovamento, lo Hauslabjoch

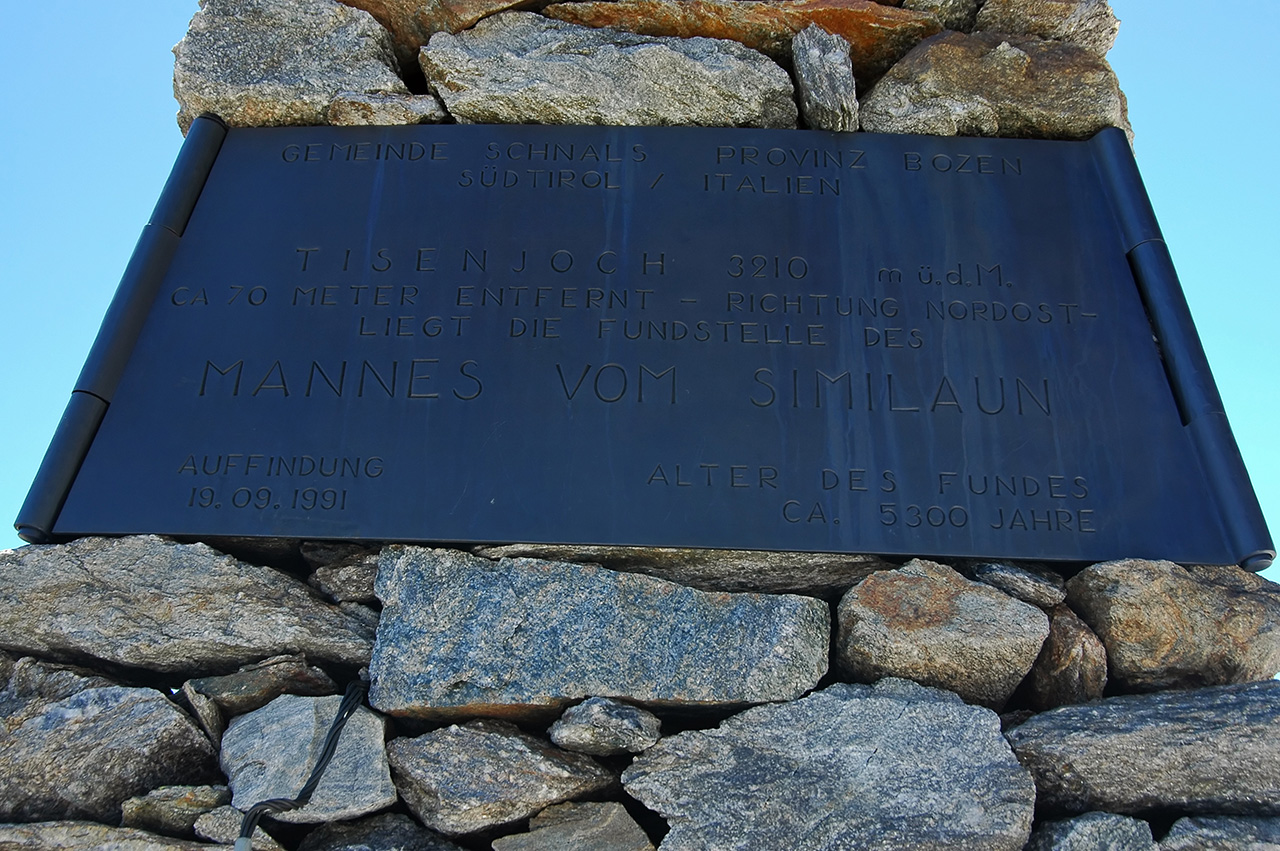
Particolare della targa commemorativa

Si tratta del corpo di un essere umano di sesso maschile risalente all'età del rame (circa 3300 - 3100 anni a.C.) conservatosi grazie alle particolari condizioni climatiche all'interno del ghiacciaio.
Inizialmente oggetto di disputa tra Austria e Italia, la mummia ha trovato definitiva sistemazione al museo archeologico dell'Alto Adige di Bolzano.
Nella valle del rinvenimento è invece situato l'Archeoparc-Museum Val Senales, un museo interattivo che illustra le numerose scoperte ottenute grazie al ritrovamento e ricostruisce l'ambiente di vita di "Ötzi".
Dal 2007 è attivo all'Eurac Research di Bolzano l'Istituto per lo studio delle mummie che promuove la ricerca internazionale specializzata esclusivamente in studi sulle mummie.
L'esame degli osteociti colloca l'età della morte dell'uomo tra i quaranta e i cinquant'anni.
In seguito ad analisi effettuata nel 2008 da specialisti del CNR sul DNA mitocondriale della mummia, risultò che il suo ceppo genetico non è più esistente.
Inoltre, un'analisi al microscopio condotta nel 2011 dal microbiologo Frank Maixner per l'Istituto per lo studio delle mummie ha stabilito che il penultimo pasto di Ötzi fu a base di carne di stambecco, cereali e bacche, mentre l'ultimo pasto si era supposto inizialmente fosse a base di carne di cervo. In realtà, una ricerca dell'Eurac ha rivelato che si trattava di speck di stambecco.
Una mappatura genetica a cura di un gruppo internazionale di Eurac Research accredita alla mummia parentele con gli attuali popoli corsi e sardi.
La mappatura ha rivelato l'appartenenza al gruppo sanguigno 0, la predisposizione a malattie cardiovascolari, l'intolleranza al lattosio, la presenza della malattia di Lyme. In occasione del ventesimo anniversario della scoperta, a fine febbraio 2011 viene presentata al pubblico un'accurata ricostruzione dell'Uomo di Similaun. Si è anche scoperto che la mummia era portatrice di una forma originaria di Helicobacter pylori, oggi presente in India.
Nel 2016 alcuni esperti di foniatria dell'ospedale San Maurizio di Bolzano e del CNR di Padova sono riusciti a "risalire" alla voce. In realtà sono state riprodotte le 5 vocali italiane a partire dal suo apparato fono-articolatorio. Tali vocali vengono pronunciate grossolanamente e con una voce profonda, restituendo solo un'idea del timbro di voce di un uomo di 5300 anni fa.

## Ritrovamento
La mummia fu ritrovata da due alpinisti tedeschi, i coniugi Erica e Helmut Simon di Norimberga, durante un'escursione compiuta tra il 19 e il 22 settembre 1991 presso il confine italo-austriaco, sullo Hauslabjoch. L'attribuzione del nome Uomo del Similaun o anche Uomo del Hauslabjoch, deriva dal toponimo registrato più vicino al luogo di ritrovamento, il Similaun.
Si pensò a un alpinista scomparso in età recente, e fu attivata la gendarmeria austriaca. Durante il recupero, avviato senza particolari accorgimenti conservativi, furono danneggiate parti del corpo (tessuti esterni, femore sinistro in modo serio e genitali) e del suo equipaggiamento.
Il corpo fu portato a Innsbruck in Austria, esaminato da esperti e attribuito a un antico abitante di quelle zone, soprannominato poi Ötzi da un giornalista - vezzeggiativo derivato dal luogo del ritrovamento (Ötztal nel Tirolo del Nord). In seguito si accertò che il luogo di ritrovamento era di pochi metri in territorio italiano, grazie al finanziere Silvano Dal Ben; in base a un accordo con la Provincia autonoma di Bolzano e il governo austriaco, la mummia fu quindi trasferita in Italia.
La mummia del Similaun è conservata a Bolzano, al Museo archeologico dell'Alto Adige, in una struttura che mantiene le condizioni di conservazione pur permettendone l'osservazione. Il corpo è in una stanza con circa il 99,6% di umidità e −6 °C. Ogni due mesi un medico specializzato spruzza sulla mummia dell'acqua distillata, che congelandosi forma una patina protettiva e restituisce lo 0,4~0,5% di umidità mancante. La mummia è visibile solo da una finestra di circa 30 × 40 cm.
Nell'estate del 2010 si è definitivamente concluso il processo per il ritrovamento della mummia. Infatti, dopo un'azione legale durata quasi 20 anni, il presidente della provincia di Bolzano Luis Durnwalder ha risarcito ai coniugi Simon una cifra di 175.000 euro.

## Datazione, causa della morte e corredo

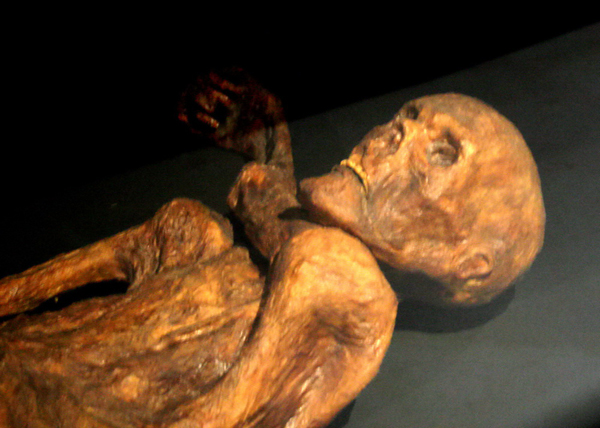
Replica della mummia al museo Preistorico di Quinson (Francia)

Nel 2008 la datazione al radiocarbonio gli attribuisce un'età tra 5300 e 5200 anni, ponendolo nell'Età del rame, momento di transizione tra il Neolitico e l'Età del bronzo. Si tratta dunque di un antico Homo sapiens mummificato. Assieme al corpo furono ritrovati anche resti degli indumenti e oggetti personali di grande interesse archeologico: un arco in legno di tasso, una faretra con due frecce pronte e altre in lavorazione in legno di viburno, un pugnale di selce, un ritoccatore per lavorare la selce, un'ascia in rame proveniente dalla Toscana meridionale, dalla quale si evince un'estrazione medio-alta dell'uomo del Similaun, dato che il rame a quei tempi era un materiale pregiato, una perla in marmo, esche e acciarino e uno zaino per contenere questi oggetti.
Proprio l'ascia in rame costituisce un punto di collegamento con la cultura di Remedello nel Bresciano, nelle tombe della quale sono state ritrovate asce della stessa fattura, e il fatto che l'ascia fosse realizzata con rame proveniente dalla Toscana meridionale, area delle Colline metallifere (GR), conferma l'esistenza di connessioni a lunga distanza tra la culture eneolitiche di Rinaldone, in particolare nelle sue manifestazioni toscane, e quelle del nord Italia, come la cultura di Spilamberto, la cultura di Remedello, e le popolazioni dell’arco alpino meridionale.
Come spesso accade per i ritrovamenti archeologici eccezionali, anche su Ötzi sono state formulate teorie, spesso prive di fondamento scientifico, su chi fosse, come fosse morto, cosa facesse là.
Le analisi hanno evidenziato la presenza di una punta di freccia in selce nella spalla sinistra (penetrata a fondo in direzione del cuore) e alcune ferite e abrasioni (tra cui un taglio sul palmo della mano destra e un trauma cranico) che portano a ipotizzare una morte violenta e non per cause naturali, come era stato ipotizzato in un primo momento. La postura innaturale del corpo parrebbe risalire a un tentativo di estrarsi la freccia dalla schiena; ulteriori elementi fanno pensare a un gruppo scampato a un agguato, e probabilmente un compagno lo avrebbe trasportato a spalla fino al luogo della morte.
Grazie alle moderne nanotecnologie, si è visto che i globuli rossi prelevati dalle ferite sulla schiena e sulla mano destra di Ötzi risalgono a 5.300 anni fa. Grazie alla spettroscopia Raman, si è potuto verificare che questi tessuti erano globuli rossi e non pollini o batteri. Inoltre l'analisi ha accertato la presenza di fibrina, una proteina specifica per la coagulazione del sangue umano, il che rinforza la tesi che la morte di Ötzi avvenne per la freccia.

## Ötzi il pastore
Il 21 agosto 2008 è stato reso noto che Hollemeyer e altri suoi colleghi dell'Università della Saarland hanno condotto un'analisi su alcuni pezzi dei vestiti e delle scarpe della mummia utilizzando uno spettrometro di massa, che permette di determinare la composizione chimica dei campioni e che nell'analisi di pelli lavorate dà risultati più affidabili che non il test del DNA.
I ricercatori, pubblicati i risultati su Rapid Communications in Mass Spectrometry, hanno osservato che i peptidi delle proteine presenti nei peli antichi sono simili a quelli di varie specie di animali allevati oggi, il che induce a pensare che Ötzi sia stato un pastore che portava la mandria al pascolo negli spostamenti stagionali. L'archeologo e storico Paul Gleirscher invece ritiene che Ötzi non possa essere un pastore ma un appartenente a una classe "nobiliare", visto il suo ricco corredo.
Secondo lo studio del DNA contenuto nei suoi mitocondri, Ötzi appartiene a un sottogruppo che non ha lasciato eredi. L'antropologo Franco Rollo ritiene che probabilmente Ötzi possa rappresentare il capolinea di un gruppo di umani estinti, tra le varie ragioni, per esiguità.

## Tatuaggi
Ötzi è il primo umano tatuato di cui si abbia conoscenza; ha 61 tatuaggi; per questa ragione è diventato famoso tra i tatuatori. La tecnica utilizzata nel calcolitico è diversa da quella moderna: non venivano usati aghi ma erano invece praticate piccole incisioni sulla pelle, poi ricoperte con carbone vegetale.
I tatuaggi dell'uomo del Similaun consistono in semplici punti, linee e crocette: si trovano in corrispondenza della parte bassa della colonna vertebrale, dietro il ginocchio sinistro e sulla caviglia destra. Siccome esami radiologici hanno individuato forme di artrosi in quei punti, si presume che tali immagini avessero una funzione di tipo curativo o religioso per alleviare i dolori. Altri hanno proposto che i tatuaggi fossero punti d'agopuntura. I punti di pressione dell'agopuntura moderna (invariata da millenni in Cina e in Asia), si discostano poco dai tatuaggi dell'Uomo dei Ghiacci, perciò è stato ipotizzato che i tatuaggi siano suoi punti di pressione; in questa ipotesi il valore dei tatuaggi avrebbe un significato solo mnemonico per Ötzi, senza alcun valore "spirituale" o magico.

## Superstizioni e leggende metropolitane
Analogamente alla cosiddetta maledizione di Tutankhamon, alcuni hanno visto un sortilegio anche nella sequenza di disgrazie che ha colpito chi ha partecipato al ritrovamento e allo studio della mummia del Similaun.
L'alpinista tedesco Helmut Simon (Norimberga, 11 dicembre 1937 - Bad Hofgastein, 18 ottobre 2004) che scoprì la mummia, morì cadendo da una scarpata durante un'escursione sulle Alpi Salisburghesi; come lui, Kurt Fritz, l'alpinista che aiutò a trasferire la mummia a Bolzano, morì a 52 anni, due anni dopo la scoperta, cadendo nel crepaccio di un ghiacciaio; Rainer Hölzl, operatore della ORF rete televisiva austriaca che riprese e trasmise l'evento, morì di tumore al cervello a 47 anni; Günther Henn, medico legale, che aveva studiato per primo il ritrovamento, morì a 64 anni in un incidente d'auto un anno dopo la scoperta, diretto ad una conferenza scientifica sulla mummia; Konrad Spindler, l'archeologo tedesco che per primo studiò Ötzi e che ne descrisse la storia in un famoso libro, morì a 55 anni il 17 aprile 2005 per una forma aggressiva di sclerosi multipla; il 4 novembre 2005 Tom Loy, l'archeologo molecolare e anatomo-patologo statunitense che per primo ne studiò il DNA, venne rinvenuto morto nella sua casa di Brisbane (Australia) in circostanze non chiare, forse per un incidente domestico.
Si è diffusa una leggenda metropolitana secondo cui, in seguito ad analisi degli organi di Ötzi, sarebbe stato ritrovato del liquido seminale all'interno del retto, ma è una falsità: nell'intestino erano stati rinvenuti dei semi, non sperma. L'equivoco fu originato da un errore di traduzione da un testo in lingua tedesca, nella quale la parola "samen" indica sia i semi delle piante sia lo sperma.

## Studi genetici su Ötzi
I risultati dell'esame del DNA di Ötzi sono stati pubblicati il 28 febbraio 2012. L'Y-DNA di Ötzi appartiene a una subclade dell'aplogruppo G, G2a L-91, definita dalle SNPs M201, P287, P15, L223 e L91 (G-L91, ISOGG G2a2b, ex "G2a4"). G2a L-91 ha oggi le frequenze più elevate tra i moderni abitanti della Sardegna e Corsica del sud. Secondo l'analisi del suo DNA mitocondriale Ötzi appartiene all'mtDNA K1, ma non può essere classificato in nessuna delle subcladi appartenenti alle tre branche moderne (K1a, K1b o K1c). Da un punto di vista del DNA autosomale la popolazione attuale più simile a Ötzi sono i sardi moderni, la popolazione contemporanea più vicina geneticamente agli agricoltori del neolitico.

## Popolarità mediatica
La mummia ha ispirato il film Ötzi e il mistero del tempo del 2018, diretto da Gabriele Pignotta e
Ötzi - L'ultimo cacciatore (Der Mann aus dem Eis) film del 2017 diretto da Felix Randau. Nel 2024 esce Di freccia e di gelo, romanzo dell'autore italiano Piero Lotito.